# Pettalus cimiciformis
Pettalus cimiciformis – gatunek kosarza z podrzędu Cyphophthalmi i rodziny Pettalidae.

## Taksonomia
Gatunek ten opisany został w 1875 roku przez Octaviusa Pickard-Cambridge'a jako Cyphophthalmus cimiciformis. W 1876 roku Tord Tamerlan Theodor Thorell przeniósł go nowego rodzaju Pettalus, czyniąc go jego gatunkiem typowym.

## Rozprzestrzenienie
Gatunek endemiczny dla Sri Lanki. Jego dokładne rozprzestrzenienie jest nieznane. Holotyp pochodzi prawdopodobnie z Ogródu Botanicznego w Peradeniya.